# 福特高地 (伊利諾伊州)
福特高地（英語：Ford Heights）是位於美國伊利諾伊州庫克縣的一個村落。

## 地理
福特高地的座標為41°30′33″N 87°35′17″W / 41.50917°N 87.58806°W，而該地最高點為海拔高度191米（即627英尺）。

## 人口
根據2010年美國人口普查的數據，福特高地的面積為5.04平方千米，當中陸地面積為5.04平方千米，而水域面積為0.00平方千米。當地共有人口2763人，而人口密度為每平方千米548人。